# Haselsdorf-Tobelbad
Haselsdorf-Tobelbad é um município da Áustria, situado no distrito de Graz-Umgebung, na estado da Estíria. Tem 6,68 km² de área e sua população em 2019 foi estimada em 1.512 habitantes.